# كوني ميلودراما
كوني ميلودراما (بالكورية: 멜로가 체질)؛ هو مسلسل تلفزيوني كوري جنوبي، عرض على قناة جاي تي بي سي من 9 أغسطس إلى 28 سبتمبر 2019.

## القصة
تحكي هذه الدراما قصة الحياة اليومية لأفضل ثلاثة أصدقاء يبلغون من العمر 30 عامًا. ايم جين جو هي كاتبة سيناريو لمسلسل درامي تلفزيوني. غالبًا ما تبرز أحلامها الأدبية في كتاباتها، وغالبًا ما تنطوي شخصيتها الغريبة على التحدث عن الأشياء غير الحية. وفي الوقت نفسه، ترأس هوانج هان جو قسم التسويق في إحدى شركات الإنتاج وتناضل من أجل مواكبة عملها - ويرجع ذلك إلى حد كبير إلى ضغوط الأمومة المستمرة. وتدير لي اون جونج شركة إنتاج برامج وثائقية. تبدأ الحياة في التغيير بالنسبة للثلاثة، وتحقق لي يون جونج نجاحًا مفاجئًا ينقلها إلى دائرة الضوء. كيف ستتطور حياة الأصدقاء لأن حياتهم المهنية تأخذ مسارات مختلفة - وما الذي يخبئه المستقبل لهم؟ 

## بطولة
- تشون وو هي بدور ليم جين جو[4][5]

كاتب سيناريو دراما مبتدئ. انفصلت عن كيم هوان دونغ بعد مواعدته لمدة سبع سنوات.
- جيون يو بين في دور لي إيون جونغ.[4]

مخرجة أفلام وثائقية، لديها اضطراب حزن معقد مستمر، توفي صديقها وغالبًا ما تتخيله وتتحدث معه.
- هان جي يون بدور هوانغ هان جو.[4]

قائدة فريق التسويق لشركة إنتاج مسرحي. إنها أيضًا أم عزباء.
- آهن جاي هونغ في دور سون بوم سو.[7]

مخرج درامي شهير صور خمس مرات متتالية، يجمع بين الغطرسة وعدم الأمان.
- غونغ ميونغ في دور تشو جاي هون.[8]

موظف جديد في فريق تسويق هان جو. لديه علاقة معقدة مع صديقته ها يون.

## المشاهدات
| الحلقة | تاريخ البث     | اي جي بي نيلسن (على الصعيد الوطني) |
| ------ | -------------- | ---------------------------------- |
| 1      | 9 أغسطس 2019   | 1.790٪                             |
| 2      | 10 أغسطس 2019  | 1.035٪                             |
| 3      | 16 أغسطس 2019  | 1.723٪                             |
| 4      | 17 أغسطس 2019  | 1.531٪                             |
| 5      | 23 أغسطس 2019  | 1.596٪                             |
| 6      | 24 أغسطس 2019  | 1.478٪                             |
| 7      | 30 أغسطس 2019  | 1.544٪                             |
| 8      | 31 أغسطس 2019  | 1.190٪                             |
| 9      | 6 سبتمبر 2019  | 1.521٪                             |
| 10     | 7 سبتمبر 2019  | 1.849٪                             |
| 11     | 13 سبتمبر 2019 | 1.016٪                             |
| 12     | 14 سبتمبر 2019 | 1.324٪                             |
| 13     | 20 سبتمبر 2019 | 1.270٪                             |
| 14     | 21 سبتمبر 2019 | 1.651٪                             |
| 15     | 27 سبتمبر 2019 | 1.489٪                             |
| 16     | 28 سبتمبر 2019 | 1.803٪                             |
| معدل   | معدل           | 1.488٪                             |

## الإنتاج

### صناعة
بدأ لي بيونغ هيون، الذي شارك في كتابة المسلسل وشارك في إخراجه، العمل عليه في عام 2015 بعد إصدار فيلمه "عشرون". وذكر أنه "أراد مناقشة قصص الناس، وليس النساء فقط، الذين بدأوا من جديد بعد الخروج من العلاقات. كانت هذه القصة أكثر من أن تدور في غضون ساعتين، لذا اختار أنشائها مسلسل.
عنوان العمل المبكر للمسلسل هو «فضيحة يويدو» (بالكورية: 여의도 스캔들). كان من المقرر في الأصل أن يتم بها على قناة tvN في عام 2017 بعد الملحمة الكورية. ولكن ألغي المشروع. وتم تعاقد في نهاية مع جي تي بي سي. من تخطيط وانتاج شركة ساهموا نتورك وبدعم توزيع jtbc.
تمت القراءة الأولى للسيناريو في 13 مارس 2019 في سانجام دونج، سيئول، كوريا الجنوبية.

### طاقم
في 12 يوليو 2019، الممثل أوه سونغ يون الذي تم اختياره لدور لي هيو بونغ، تم أستبعاده من الدراما بعد أن تم حجزه للمساعدة والتحريض على القيادة في حالة سكر. نظرًا لأن الطاقم كان بحاجة إلى إعادة تصوير جميع المشاهد من الحلقة 1 إلى 14 التي يظهر بها، فقد تأخر العرض الأول لمدة أسبوعين، من 26 يوليو إلى 9 أغسطس. في 19 يوليو، تم التأكيد على استبدال أوه سيونغ يون بالممثل يون جي أون.

## روابط خارجية
كوني ميلودراما على موقع IMDb (الإنجليزية)
- كوني ميلودراما على موقع نتفليكس (الإنجليزية)
- كوني ميلودراما على موقع كينوبويسك (الروسية)
- كوني ميلودراما على موقع قاعدة بيانات الفيلم (الإنجليزية)